# جاش ولف
جاش ولف (انگلیسی: Josh Wolff؛ زادهٔ ۲۵ فوریهٔ ۱۹۷۷) بازیکن فوتبال بازنشسته اهل ایالات متحده آمریکا است که در حال حاضر به عنوان کمک مربی در تیم فوتبال کلمبوس کرو فعالیت می‌کند.
وی همچنین در تیم ملی فوتبال ایالات متحده آمریکا بازی کرده و عضو این تیم در جام‌های جهانی ۲۰۰۲ و ۲۰۰۶ بوده است.